# Streblocera curviclava
Streblocera curviclava är en stekelart som beskrevs av De Saeger 1946. Streblocera curviclava ingår i släktet Streblocera och familjen bracksteklar. Inga underarter finns listade i Catalogue of Life.